# Remove before flight
Remove before flight (en français : « Retirer avant le vol ») est un avertissement de sécurité amovible communément observé sur des avions et engins spatiaux, généralement sous la forme d'un ruban rouge (dit « flamme »). Ce dispositif permet d'empêcher le mouvement de pièces mécaniques (par exemple les gouvernes contre les rafales de vent) ou de protéger un dispositif comme un tube de Pitot (contre l'obstruction). Ce système n'est utilisé que lorsque l'avion est au sol (en stationnement ou en roulage).

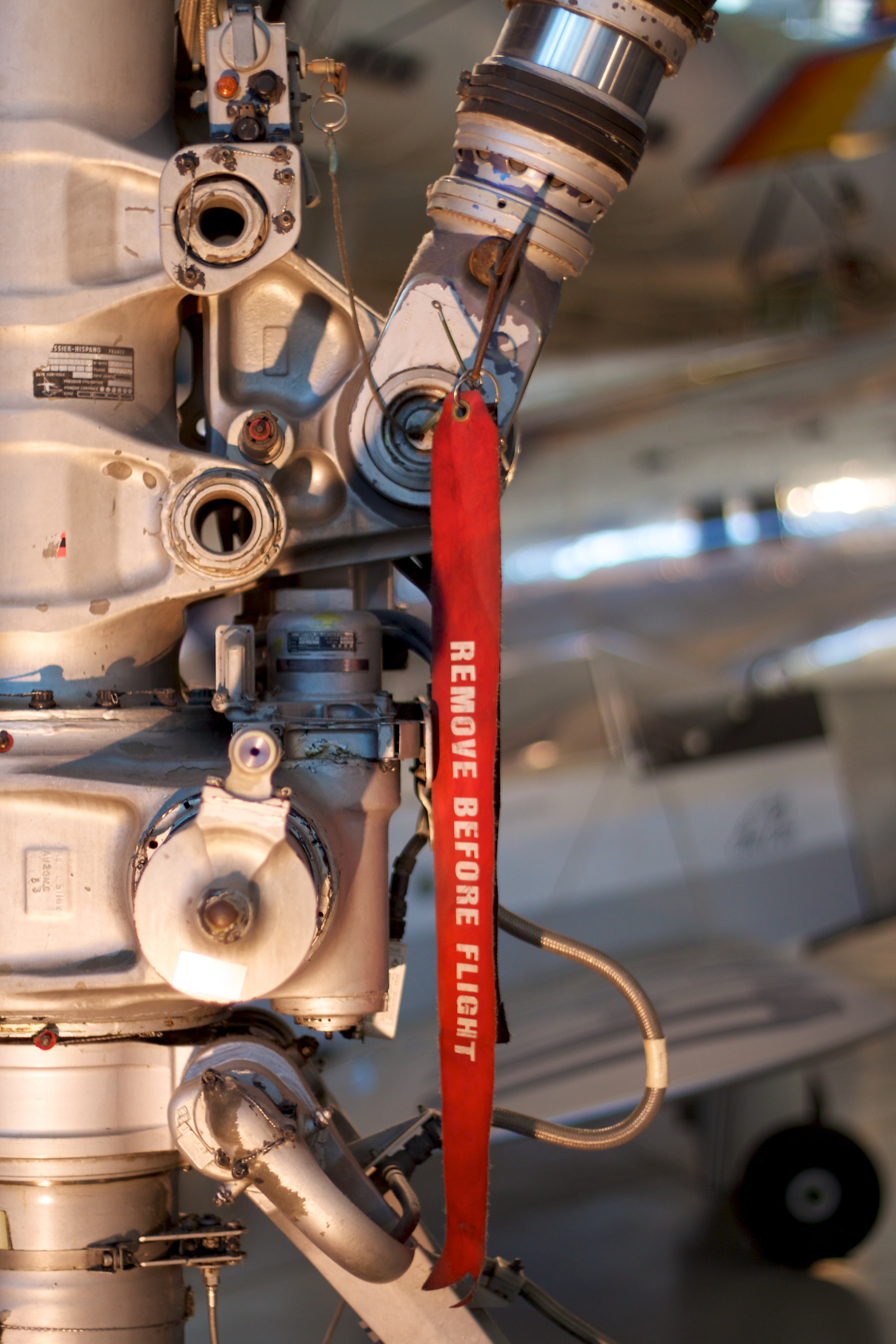
Avertissement Remove before flight sur un Concorde.

Il est souvent rouge dans le domaine aéronautique et violet dans le domaine spatial.

## Dans la culture populaire
Il est fréquent de voir des porte-clés ou étiquettes de sacs avec ce ruban, en particulier chez les personnes passionnées d'aviation.
Aujourd'hui, les entreprises les utilisent comme produits dérivés pour leurs opérations marketing en personnalisant le slogan original et les couleurs du porte-clés.